# 和平履行部隊

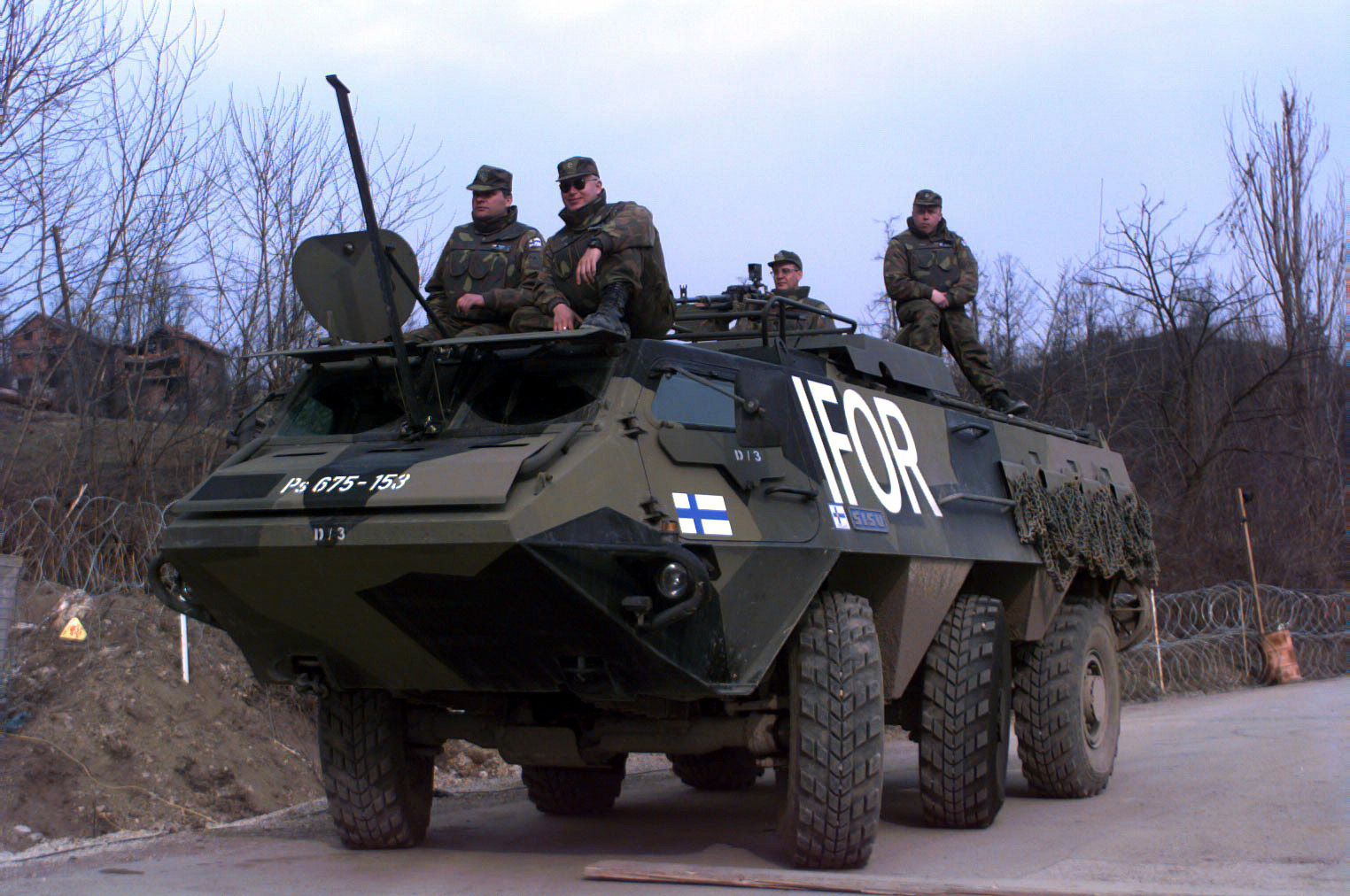
IFORの活動に従事するフィンランド軍

和平履行部隊（わへいりこうぶたい、英：Implementation Force, IFOR）は、ボスニア・ヘルツェゴビナに展開していた平和維持部隊。1995年のボスニア・ヘルツェゴビナ紛争終結のためのデイトン合意に基づき設置された。北大西洋条約機構（NATO）指揮下の多国籍部隊であり、非NATO参加国も含め32ヶ国が参加している。兵力は約6万名、強制力をもって武装勢力の兵力引き離しや和平合意の実施を行うものとされた。
国連安保理決議1031に基づいており、国際連合保護軍（UNPROFOR）の任務も引き継ぎ、活動期間は1995年12月-1996年12月までの1年間とされた。IFORは和平実施に成果を挙げ、1996年12月より引き続きNATO指揮下の平和安定化部隊（SFOR）に任務が引き継がれた。